# Овид Азаря Фархи
Овид Азаря Фархи е професор в Техническия университет във Варна. Ректор на университета от 2007 г.

## Биография
Овид Азаря Фархи завършва ВМЕИ-Варна през 1974 г. Магистърската му степен е по автоматика. Продължава да работи в университета като докторант и асистент. През 1986 г. получава титлата доктор с дисертация на тема „Изследване и разработка на цифрови системи за генериране на случайно вълнение и управление на спектралната му плътност при динамични изпитания на корабни конструкции“. Доцент (1990) и професор (2012).